# Tyg
 (mai 2025).

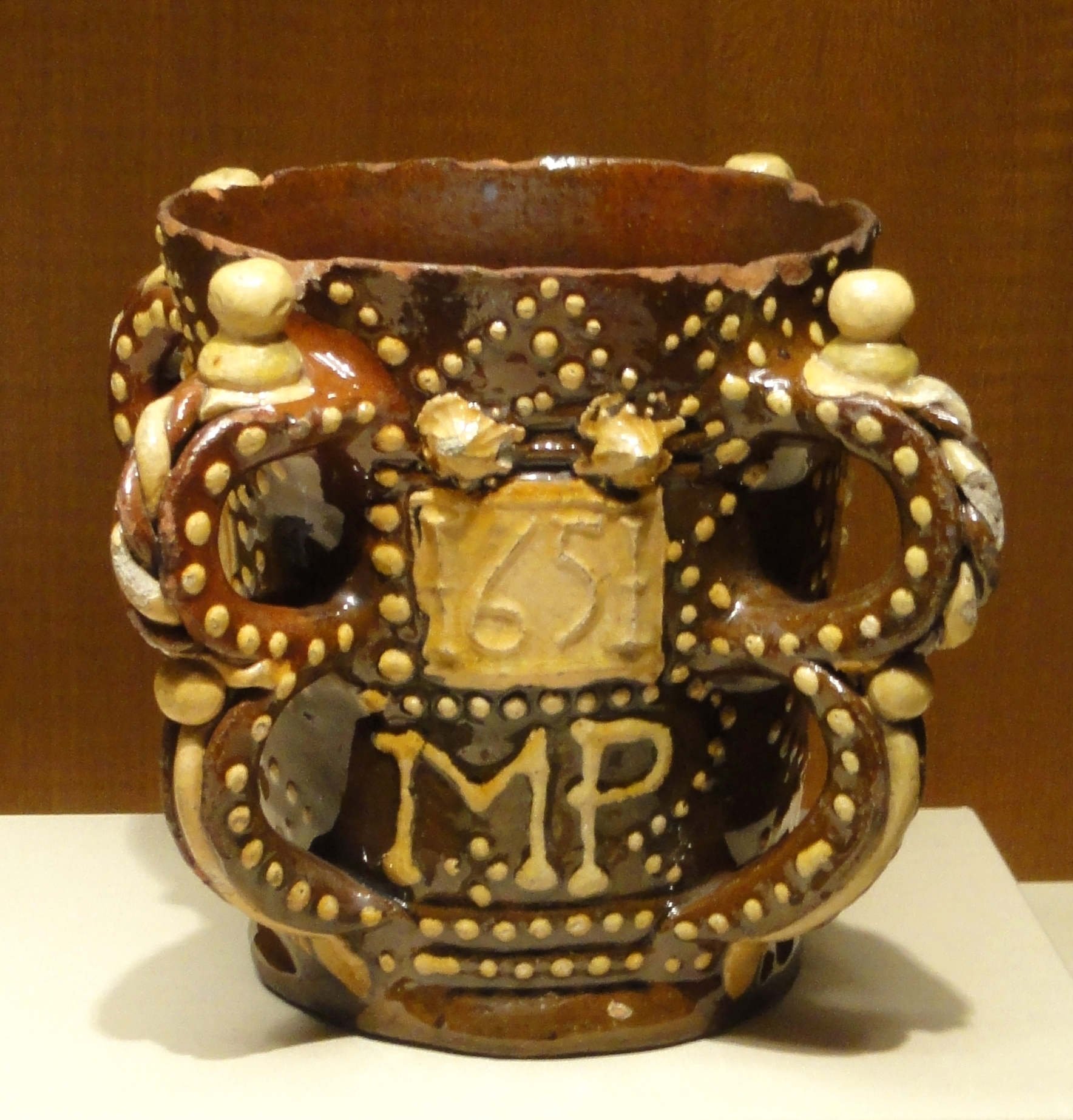
Tyg façonné par George Richardson, Wrotham, Kent, daté de 1651

Un tyg (ou tig ) est un type de grande tasse haute en poterie anglaise avec au moins trois anses qui divisent le bord en sections pour plusieurs buveurs. Ces grands réceptacles à boire typiquement vernissés en noir et à corps rouge ont été produits du XVe siècle jusqu'à la première moitié du XVIIe siècle, atteignant leur acmé pendant les XVIe et XVIIe siècles. Certains étaient fabriqués avec jusqu'à neuf anses. Plusieurs anses permettent également de faire circuler les boissons chaudes sans le risque de se faire ébouillanter.
Notamment, on fabriquait les tygs en grande quantité à Wrotham dans le Kent et dans de nombreuses usines du Staffordshire. On a aussi découvert des exemples dans des sites coloniaux américains du XVIIe siècle. 

## Tyg à fond froufrou
Le terme « tyg à fond froufrou » est utilisé dans certaines publications archéologiques anglaises pour désigner un type de chope ou de pichet médiéval et post-médiéval, généralement tourné au tour, avec une panse arrondie et un col droit ou évasé, pouvant comporter une ou plusieurs anses. Le « fond froufrou » désigne l'anneau du pied de la chope, qui, après tournage, a reçu une forme alternativement bosselée et creusée par façonnage manuel avec les doigts ou les pouces. Ce style s'est popularisé à partir de 1300 environ dans les céramiques rhénanes cuites au feu, par exemple dans les céramiques à glaçure cendrée de Siegburg, près de Bonn, en Allemagne, et plus tard dans les céramiques à glaçure saline comme celles de Raeren, dans l'est de la Belgique. Ces céramiques ont été importées en Angleterre en grandes quantités et ont été imitées dans les grès et les faïences anglais.